# زومردا
زومردا (به آلمانی: سومرداو) یک شهر در آلمان است که در زومردا واقع شده‌است.

## خصوصیات
زومردا ۲۰٬۶۷۱ نفر جمعیت دارد.

## خواهرخوانده
شهرهای ببلینگن و کداینیای خواهرخوانده‌های زومردا هستند.